# John Lundvik
John Lundvik, né le 27 janvier 1983 à Londres, est un chanteur, auteur-compositeur et ancien sprinter britanno-suédois.
Il a notamment composé des chansons pour des films ainsi que pour le mariage de Victoria de Suède et de Daniel Westling en 2010. 
En 2018, il participe au concours musical suédois du Melodifestivalen avec la chanson « My Turn » qui termine à la troisième place. Il retente sa chance l'année suivante et gagne la compétition en interprétant le titre « Too Late for Love », ce qui lui permet de représenter son pays à la 64e édition du Concours Eurovision de la chanson qui se déroule à Tel Aviv en mai 2019. Par ailleurs, il est le compositeur de la chanson Bigger than Us qui est en compétition avec le représentant britannique, Michael Rice.

## Biographie
John Lundvik est né à Londres et est adopté à l'âge d'un an par des expatriés suédois. Il y vit jusqu'à 6 ans, quand sa famille retourne vivre en Suède, à Växjö. Il n'a jamais rencontré sa famille biologique.
En 2020 il participe à la 15e saison de Let's Dance, la version suédoise de Danse avec les stars. Il remporte le jeu fin mai 2020. 

### Carrière musicale
Il fait ses débuts dans la musique en 2010, en composant la chanson « When You Tell the World You're Mine » pour le mariage de Victoria de Suède et de Daniel Westling. Il compose par la suite des chansons pour plusieurs musiciens tels qu'Anton Ewald, Isac Elliot et Sanna Nielsen. Il est par ailleurs compositeur de musiques du film Easy Money ainsi que de la série télévisée Empire.
En 2016, John prend part à l'émission musicale suédoise Allsång på Skansen en chantant en duo avec Lill Lindfors. Il participe ensuite au Melodifestivalen 2018 avec la chanson « My Turn », dans le but de représenter la Suède à la 63e édition de l'Eurovision. Il se qualifie directement en finale dans laquelle il termine troisième du classement général.
Un an plus tard, il prend part au Melodifestivalen 2019 avec la chanson Too Late for Love qui se qualifie directement pour la finale. Lors de celle-ci, John Lundvik remporte 181 points et le trophée du vainqueur de la sélection nationale, ce qui lui permet de représenter la Suède au Concours Eurovision de la chanson 2019 à Tel Aviv à Israël. Parallèlement, il est le compositeur de Bigger than Us, la chanson gagnante de la sélection britannique, interprétée par Michael Rice, le représentant britannique à l'Eurovision 2019.
Il participe à nouveau au Melodifestivalen en 2022 avec la chanson Änglavakt, et en 2025 avec la chanson Voice of the Silent.